# Cucullia obscurior
Cucullia obscurior là một loài bướm đêm trong họ Noctuidae.